# 岑麒祥

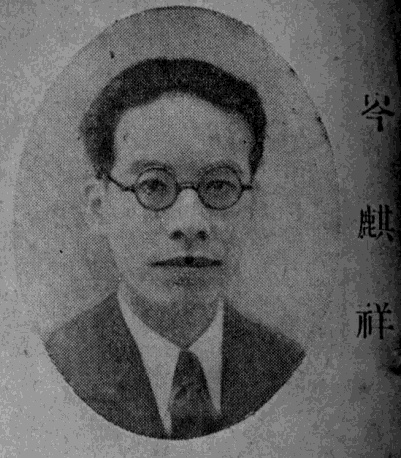
岑麒祥

岑麒祥（1903年—1989年12月20日），字时甫，生于广西省合浦县廉州镇，祖籍河南省南阳市，中国著名语言学家。

## 生平
1922年，就读于广州国立广东高等师范学校，主攻英文，兼修文史。1927年从该校毕业后到广州知用中学任语文教师，同年升入中山大学大学部，边教书边读书，1929年毕业获学士学位。
1929年，前往法国里昂格勒布尔市的一所大学攻读法语，后回里昂大学学习，获得“英国语文学”和“实际研究”高等研究证书。
1931年，在巴黎大学学习普通语言学，1933年，获得法国国家文科硕士学位和语言学高等研究文凭。
1934年春回广州，任中山大学文学院副教授一职，教语言学、语音学和方言调查，并兼任文科研究所指导教授和《语文文学专刊》主编。
1935年，任中山大学文学院教授。1936年獲聘为中英庚款委员会招考留学生考试委员。1944年到广西进行少数民族语言调查。后来，在中山大学开办中国第一个语言学系。
1948年，兼任文学院代理院长、院长。
1954年，任北京大学语言学教授。
1989年12月20日逝世，享年86岁。

## 著作目录
- 《语言地理学的理论和实践》(岑麒祥著) （出版者不详 19--）
- 《国际音标用法说明》（岑麒祥编） （商务印书馆　1937）
- 《语音学概论》(岑麒祥编) （中华书局 1939.4）
- 《语音学概论》(岑麒祥编) （中华书局 民国30）
- 《语言学引论》(岑麒祥编/高华年编) （中山大学 1955）
- 《普通语言学》(岑麒祥编) （ 北京大学 1956）
- 《方言调查方法》(岑麒祥著) （文字改革出版社 1956）
- 《语法理论基本知识》(岑麒祥著) （时代出版社 1956）
- 《国际音标用法说明》(岑麒祥)编) （商务印书馆 1957）
- 《普通语言学》(岑麒祥编著) （北京科学出版社 1957）
- 《语言学史概要》(岑麒祥(编著) （科学出版社 1958）
- 《现代欧美语言学唯心主义学派批判》(古赫曼著/列施卡著) （科学出版社 1958）
- 《语音学概论》(岑麒祥著) （科学出版社 1959）
- 《历史比较语言学讲话》(岑麒祥著) （湖北人民出版社 1981）
- 《国际音标》(岑麒祥编) （湖北人民出版社 1982）
- 《语言学学习与研究》(岑麒祥著) （中州书画社 1983）
- 《语言学史概要》(岑麒祥著) （北京大学出版社 1988）
- 《普通语言学人物志》(岑麒祥编) （北京大学出版社 1989.9）
- 《汉语外来语词典》(岑麒祥编) （商务印书馆 1990）
- 《国外语言学论文选译》（岑麒祥译） （语文出版社　1992.8）
- 《普通语言学人物志》（岑麒祥编）（ 世界图书出版公司2008.3.1）
- 《历史语言学中的比较方法》 （岑麒祥著） （世界图书出版公司北京公司 2008.6）